# Archives de sciences sociales des religions
Pour les articles homonymes, voir ASSR.
Archives de sciences sociales des religions (ASSR) est une revue française fondée en 1956 à Paris sous le nom d'Archives de Sociologie des Religions par Henri Desroche et Gabriel Le Bras. Elle se donne pour objectif de promouvoir une perspective comparative, élargie à toutes les religions vivantes ou mortes, de favoriser une coopération de toutes les sciences sociales aux fins d’éclairer les facettes multiples du phénomène religieux et d’accueillir l’exposé des développements théoriques de la recherche. 
La revue est trilingue (français, anglais, espagnol). Elle publie chaque année trois numéros thématiques/varia et un bulletin bibliographique.
En plus de l'édition papier, les ASSR sont mises en ligne. Pour les numéros de 1956 à 2001, la numérisation et la mise en ligne a été assurée par le portail Persée ; cette partie est librement consultable en ligne. Les numéros de 2000 à j – 2 ans sont en accès ouvert sur OpenEdition Journals. Les numéros récents sont disponibles sur Cairn.info.

## Voir également